# Nancy Chodorow
Nancy Chodorow, född 20 januari 1944, amerikansk feministisk sociolog som kombinerat psykoanalys med sociologi för att försöka förklara vad det är som återskapar könsidentitet i samhället.
Chodorow menar att den vårdande funktionen som modern traditionellt har är central för att skapa skillnader i personlighetsutvecklingen hos kvinnor och män. Modern ser flickan som en förlängning av sig själv och flickan utvecklas i en god relation medan pojken måste definiera sig i motsats till modern. Detta medför bland annat att flickan får mer flytande jag-gränser och utvecklar större empati medan pojken måste bekräfta sin manlighet och försvara sitt jag hårdare. En lösning på skillnaden i könsidentitet skulle kunna vara ett mer delat ansvar för barnens tidiga uppfostran mellan mannen och kvinnan.
Chodorows teori kan kritiseras för att vara alltför statisk och generaliserande. Bland annat har hon fått kritik för att hon menar att teorin skulle vara universellt tillämpbar, medan det är enkelt att se att hon förutsätter att den har västerländsk heterosexuell kärnfamilj som utgångspunkt.[källa behövs]